# 덕하역
덕하역(Deokha station, 德下驛)은 울산광역시 울주군 청량읍 상남리에 위치한 동해선의 철도역이다.
1935년 12월 16일에 영업을 시작했다. 1941년 5월에 역사를 신축하였으며 2002년 1월 구 역사가 개축되었다.
2007년 6월 1일 시간표 개정으로 부전방면 새마을호가 1회 정차했는데, 퇴근 시간대에 부전방면 무궁화호가 없기 때문이었다. 서울방면 새마을호는 정차하지 않았고, 2008년 1월 1일 시간표 개정으로 퇴근 시간대에 부전방면 무궁화호가 신설되면서 새마을호는 더 이상 정차하지 않는다.
1992년 울산 도심구간 선로 이전 사업의 과업종료 지점이었으며, 현재의 역사는 이설한 것으로 구 역사는 북쪽 구 승강장 앞에 있었다. 또한 이전 사업에 들어가기 전에는 서울 ~ 울산 새마을호의 주박지가 이 곳이었다. 지금도 화장실 옆에 있는 건물이 당시 승무원들이 사용하던 승무원 전용 숙사다.
2021년 12월 28일 동해선 광역전철의 일광 ~ 태화강 구간이 개통에 따라 전철역으로 전환되었다. 그리고 울산차량사업소 출고편으로 덕하발 부전행 전동열차가 있다.
같은 상남리 소재이지만, 덕하공영차고지와는 2km 넘게 떨어져 있다.

## 연혁
- 1935년 12월 1일 : 역사 신축 준공
- 1935년 12월 16일 : 보통역으로 영업 개시
- 1941년 5월 : 역사 신축 준공
- 1991년 6월 10일 : 소화물 취급 중지[2]
- 2002년 1월 : 역사 개·보수
- 2004년 9월 1일 : 화물 취급 중지[3]
- 2013년 11월 7일 : 부산진 기점 62.7km로 변경[4]
- 2016년 4월 29일 : 부산진 기점 62.0km로 변경[5]
- 2020년 9월 2일 : 신 역사 사용 개시[6]
- 2021년 8월 26일 : 부산진 기점 61.1km 로 변경[7]
- 2021년 12월 28일 : 동해선 광역전철 개통 및 일반열차 취급 중지

## 역 구조
일반적인 쌍섬식 승강장이 사용되고 있으며 화물 하역선 1개와 측선 1개가 추가로 있다. 그리고 고상홈에 스크린도어가 설치되어 있다.

### 승강장
| ↑개운포         |
| １２ \| ３４ \| |
| 망양↓           |

| 1 | 미사용            |                             |
| 2 | ● 동해선 광역전철 | 태화강 방면                 |
| 3 | ● 동해선 광역전철 | 좌천 · 신해운대 · 부전 방면 |
| 4 | 미사용            |                             |

## 주변 시설
| 나가는 곳 | 방면                                       |
| --------- | ------------------------------------------ |
| 1         | 청량읍행정복지센터 덕하공영시장 청량중학교 |

## 승차량 변동
| 역 노선 | 역 노선 | 일평균 인원수 (명/일) | 일평균 인원수 (명/일) | 일평균 인원수 (명/일) | 주 석 |
| 역 노선 | 역 노선 | 2021년                | 2022년                | 2023년                | 주 석 |
| ------- | ------- | --------------------- | --------------------- | --------------------- | ----- |
| 동해선  | 승차    | 427                   | 380                   | 428                   | [ 8 ] |
| 동해선  | 하차    | 437                   | 387                   | 427                   | [ 8 ] |

## 인접한 역
| 동해선              | 동해선            | 동해선                  |
| ------------------- | ----------------- | ----------------------- |
| K129 망양 부전 방면 | ● 동해선 광역전철 | K131 개운포 태화강 방면 |